# Kurt Herzog
Kurt Herzog (Quedlinburg, 27 de marzo de 1889 - Vorkutá, 8 de mayo de 1948) fue un general alemán durante la II Guerra Mundial. Fue condecorado con la Cruz de Caballero de la Cruz de Hierro con Hojas de Roble. Criminal de guerra, Herzog se rindió a las tropas soviéticas en mayo de 1945 y murió en cautividad el 8 de mayo de 1948.

## Condecoraciones
- Cruz de Hierro (1914) 2ª Clase (26 de octubre de 1914) & 1ª Clase (6 de noviembre de 1916)[1]
- Broche de la Cruz de Hierro (1939) 2ª Clase (10 de septiembre de 1939) & 1ª Clase (29 de septiembre de 1939)[1]
- Cruz de Caballero de la Cruz de Hierro con hojas de roble
  - Cruz de Caballero el 18 de octubre de 1941 como Generalleutnant y comandante de la 291. Infanterie-Division[2]
  - Hojas de Roble el 12 de enero de 1945 como General der Artillerie y comandante del XXXVIII.Armeekorps[3]